# Ruggero Leoncavallo
Ruggero Leoncavallo (ur. 23 kwietnia 1857 w Neapolu, zm. 9 sierpnia 1919 w Montecatini) – włoski kompozytor operowy, uważany (podobnie jak Pietro Mascagni) za twórcę weryzmu w operze. Wzbudził sensację pierwszą swą operą Pajace (I Pagliacci), odznaczoną na konkursie Sonzogna wraz z Rycerskością wieśniaczą (Cavalleria rusticana) Mascagniego.

## Życiorys
Był synem sędziego. Ukończył konserwatorium Św. Piotra w Neapolu, następnie doskonalił się na uniwersytecie w Bolonii. Pierwsze lata po otrzymaniu dyplomu spędził jako dyrygent i nauczyciel muzyki. Pragnął odnosić sukcesy i zyskać sławę jako kompozytor operowy; jego pierwsze opery (do których – jak zresztą także do wszystkich późniejszych – libretta napisał sam) nie przysporzyły mu jednak triumfów. W 1890 r. obejrzał przedstawienie Rycerskości wieśniaczej Pietro Mascagniego i postanowił zyskać rozgłos, pisząc operę o podobnej tematyce. Powstały wtedy Pajace, których akcję, jak twierdził, oparł na prawdziwej historii – sprawie morderstwa, w której wyrok wydał jego ojciec.
Premiera Pajaców (w Mediolanie w 1892 r.) okazała się ogromnym sukcesem – także dzięki śpiewającemu partię głównego bohatera opery, Cania, znakomitemu Enrico Caruso, ulubionemu tenorowi kompozytora. Pragnąc kontynuować dobrą passę, w 1893 r. Leoncavallo wystawił (także w Mediolanie) Medyceuszy, a w 1896 r. – Chattertona. Sławę przywrócił mu na jakiś czas rok 1897 i wystawienie Cyganerii, którą jednak wkrótce przyćmiła oparta na tym samym utworze literackim (czyli na „Scenach z życia cyganerii” Henri Murgera) opera Giacoma Pucciniego pod tym samym tytułem. Kolejne dzieła Leoncavalla – Zazà z 1900 r., Roland z Berlina z 1904 r. oraz Cyganie, ukończeni w 1912 r. (przez krótki czas popularni w Wielkiej Brytanii) – też nie przyniosły mu wyczekiwanego triumfu. Dość szybko o nich zapomniano; nieco lepszy los spotkał pojedyncze arie tenorowe z Cyganerii i barytonowe z Zazy – zdołały one przetrwać próbę czasu i niekiedy można je usłyszeć na koncertach. Ciągłe muzyczne niepowodzenia zmuszały Leoncavalla do dorabiania pisaniem librett dla innych kompozytorów. Brał m.in. udział w tworzeniu libretta do Manon Lescaut Giacomo Pucciniego. Uważano go za drugiego – obok Arriga Boita – wielkiego włoskiego librecistę. Jeszcze na dziesięć lat przed śmiercią Leoncavallo usiłował osiągnąć szybki sukces, pisząc operetki. Ostatniej opery seria – Króla Edypa – nie ukończył.

## Twórczość

### Ważniejsze opery
- Chatterton, ok. 1876 (prapremiera 1896)
- Pajace (wł. I Pagliacci), 1892
- Medyceusze (wł. I Medici), 1893
- Cyganeria (La Bohème), 1897
- Zazà, 1900
- Roland z Berlina ((niem.) Der Roland von Berlin), 1904
- Maià, 1910
- Cyganie (wł. Zingari), 1912
- Mameli, 1916
- Król Edyp (wł. Edipo re), prapremiera pośmiertna 1920

### Operetki
- Malbruk, 1910
- La reginetta delle rose, 1912
- Are you there?, 1913
- La candidata, 1915
- Prestami tua moglie, 1916
- A chi la giarrettiera?, 1919
- Il primo bacio, 1923
- La maschera nuda, 1925

### Inne kompozycje
- La nuit de mai, poemat symfoniczny, 1886
- Seraphitus Seraphita, poemat symfoniczny, 1894
- Pierrot au cinema – capriccio d’amore, 1916
- Mattinata, romanza, 1903